# トモダチの海
「トモダチの海」（ともだちのうみ）とは、2001年9月29日に発売されたSammyのシングル。

## 概要
2001年夏の東映アニメフェア『デジモンテイマーズ 冒険者たちの戦い』挿入歌。カップリングには人気キャラ、クルモンのソロ曲を収録。

## 収録曲
1. トモダチの海
歌 - Sammy、作詞 - 山田ひろし、作曲・編曲 - 山崎燿（山崎利明）
2. くるっくるっクルモン
歌 - クルモン（金田朋子）、作詞 - 山本英美、作曲・編曲 - 嶋田陽一
3. トモダチの海（Original Karaoke）
4. くるっくるっクルモン（Original Karaoke）

## 収録アルバム
- デジモン挿入歌ワンダーベストエボリューション (#1)
- DIGIMON MOVIE SONG COLLECTION (#1)